# Lunca Ilvei (gmina)
Lunca Ilvei – gmina w Rumunii, w okręgu Bistrița-Năsăud. Obejmuje tylko jedną miejscowość Lunca Ilvei. W 2011 roku liczyła 3086 mieszkańców.